# フアワーイ駅
フアワーイ駅（フアワーイえき、タイ語:สถานีรถไฟหัวหวาย ）は、タイ王国北部ナコーンサワン県タークリー郡にある、タイ国有鉄道北本線の駅である。

## 概要
フアワーイ駅はタイ王国北部ナコーンサワン県の、人口約11万人が暮らすタークリー郡にあり、駅の正面側は南西向きである。クルンテープ駅（バンコク）より204.06km地点に位置し、普通列車利用で4時間50分程度である。
三等駅であり1日当たり8列車（4往復）が発着し、その全てが普通列車である。当駅を含むロッブリー駅より終点チエンマイ駅までは、単線区間である。

## 歴史
1897年3月26日にタイ官営鉄道最初の区間が、クルンテープ駅 - アユタヤ駅間に開業したが、それから複数回に及ぶ延伸開業を経た8年後の1905年10月31日に当駅を含むパークナムポー駅まで延長されそれに伴い当駅も開業した。
- 1897年3月26日 【開業】クルンテープ駅 - アユタヤ駅 (71.08km)
- 1897年5月1日 【開業】アユタヤ駅 - バーンパーチー駅 (18.87km)
- 1901年4月1日 【開業】バーンパーチー駅 - ロッブリー駅 (42.86km)
- 1905年10月31日【開業】ロッブリー駅 - パークナムポー駅 (117.75km)

## 駅構造
単式ホーム1面1線をもつ地上駅であり、駅舎はホームに面している。